# Petka (Lazarevac)
Pour les articles homonymes, voir Petka.
Petka (en serbe cyrillique : Петка) est une localité de Serbie située dans la municipalité de Lazarevac et sur le territoire de la ville de Belgrade. Au recensement de 2011, elle comptait 1 422 habitants.
Petka est officiellement classée parmi les villages de Serbie.

## Géographie

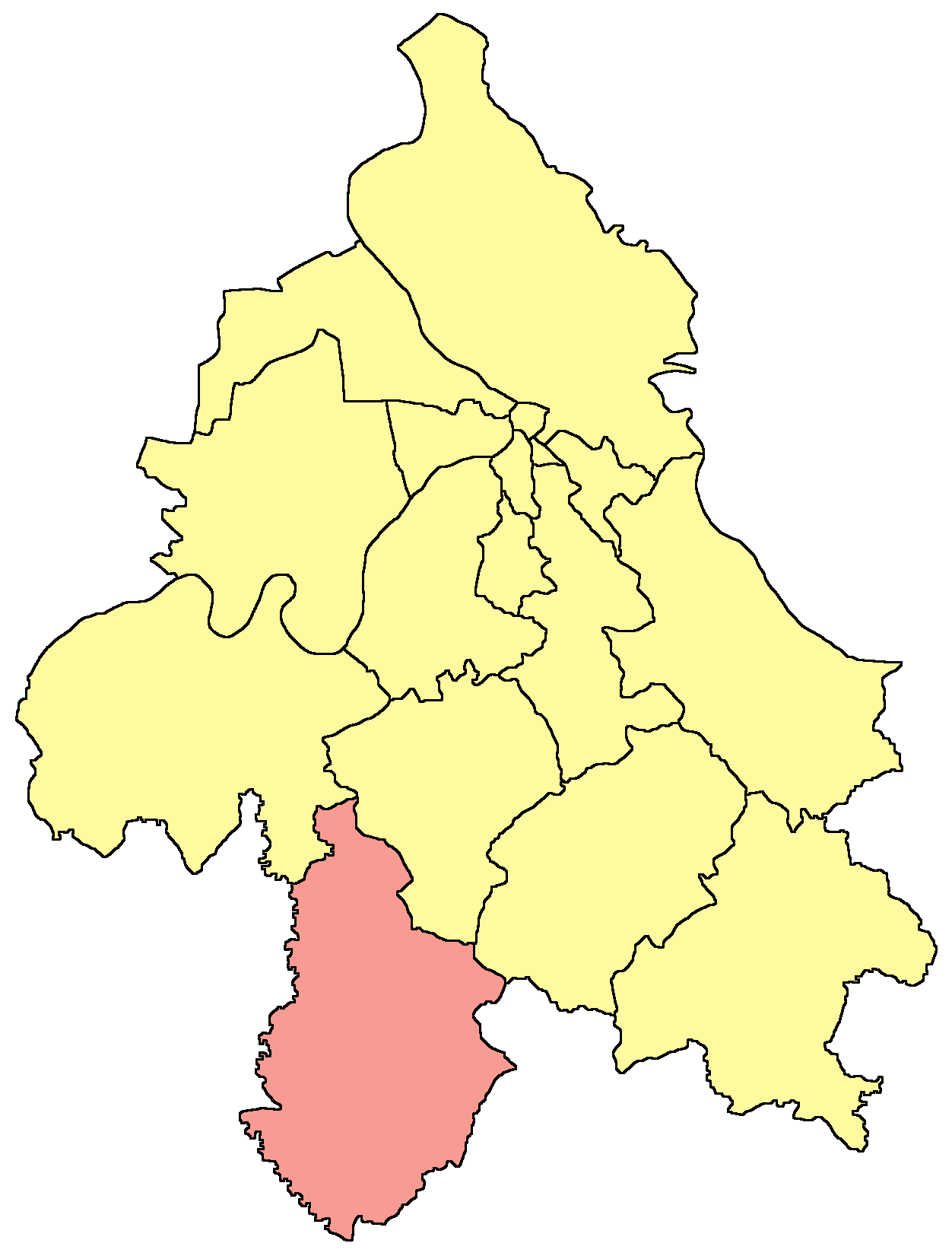
Localisation de la municipalité de Lazarevac dans la Ville de Belgrade

## Démographie

### Évolution historique de la population
| 1948 | 1953 | 1961 | 1971  | 1981 | 1991  | 2002  | 2011  |
| ---- | ---- | ---- | ----- | ---- | ----- | ----- | ----- |
| 711  | 720  | 776  | 1 105 | 854  | 1 065 | 1 191 | 1 422 |

|  |

### Données de 2002
Pyramide des âges (2002)
En 2002, l'âge moyen de la population était de 36,7 ans pour les hommes et 36,8 ans pour les femmes.
Répartition de la population par nationalités (2002)
En 2002, les Serbes représentaient 96,05 % de la population.

### Données de 2011
En 2011, l'âge moyen de la population était de 39,4 ans, 38,3 ans pour les hommes et 40,5 ans pour les femmes.

## Éducation
L'école élémentaire Dule Karaklajić de Lazarevac, créée en 1966, gère une antenne à Petka,.